# Dispensari Antituberculós
|  | Aquest article tracta sobre el dispensari de la ciutat de Barcelona. Vegeu-ne altres significats a «Dispensari antituberculós de Reus». |

El Dispensari Antituberculós és un edifici sanitari d'estil racionalista situat al carrer de Torres i Amat i el passatge de Sant Bernat al barri del Raval de Barcelona, catalogat com a bé cultural d'interès nacional. Actualment allotja el CAP Raval Nord.

## Història i descripció
El 1934, el Departament de Sanitat i Assistència Social de la Generalitat republicana va encarregar als arquitectes Josep Lluís Sert, Josep Torres i Clavé i Joan Baptista Subirana, membres del GATCPAC (Grup d'Artistes i Tècnics Catalans pel Progrés de l'Arquitectura Contemporània), el projecte d'un dispensari antituberculós dintre de la seva política de socialització hospitalària. Enllestit durant la Guerra Civil (la data varia entre 1936 i 1938, segons els autors), responia a una nova concepció de la medicina hospitalària i a una distribució dels espais més moderna.
Té una planta amb dues ales en forma d'«L», que tanquen un espai ajardinat pel qual s'accedeix al nucli de comunicacions i serveis. Al cos lateral s'allotgen diversos serveis i les habitacions, mentre que a l'ala enfrontada a l'entrada se situa la sala d'actes, amb un sostre de volta parabòlica, model estudiat per les seves condicions acústiques i d'il·luminació. L'estructura metàl·lica porticada se separa dels tancaments, resolts amb elements modulats lleugers i la incorporació de nous materials com la fusteria de ferro i els murs de vidre pavès.
El 1990, l'Institut Català de la Salut encarregà als arquitectes M. Luis Corea, Edgardo Mannino, i Francisco Gallardo la rehabilitació de l'edifici per a transformar-lo en un Centre d'Assistència Primària, que es realitzà entre 1992 i 1994.

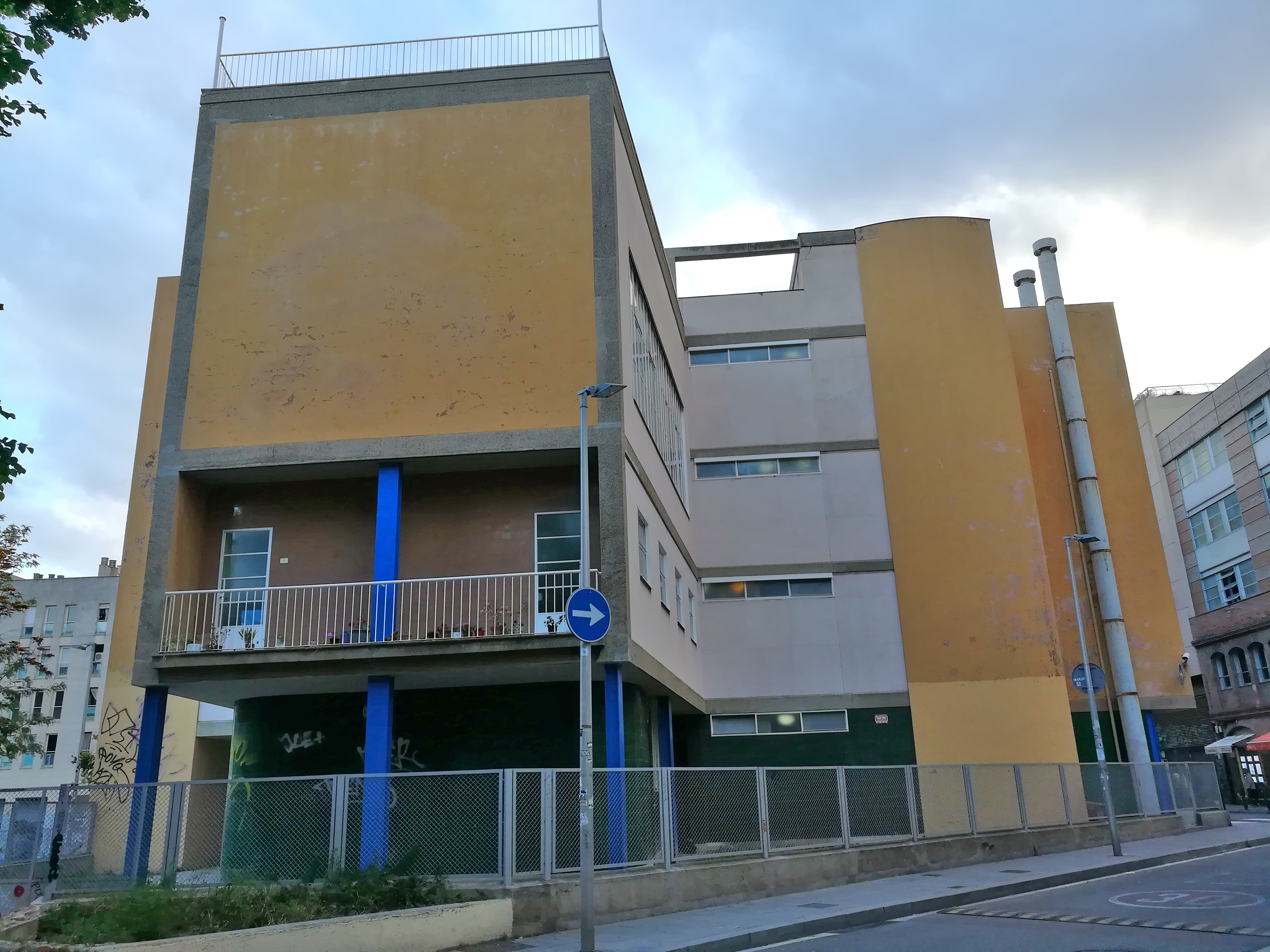
Part posterior de l'ala de l'entrada

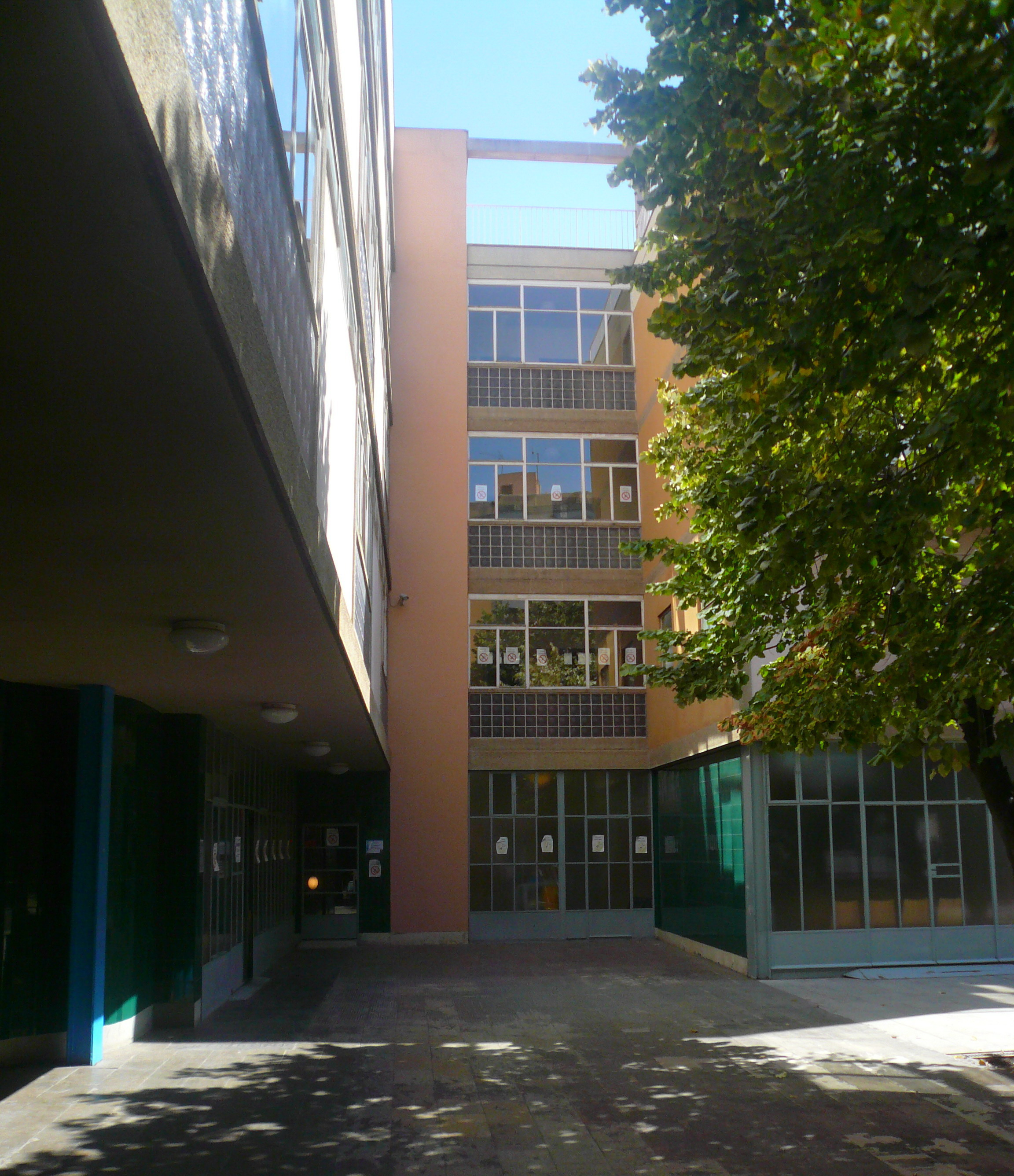
Pati d'accés